# Quilty-Nunatakker
Die Quilty-Nunatakker sind eine 13 km lange Gruppe von Nunatakkern unweit der Orville-Küste im westantarktischen Ellsworthland. Sie ragen 24 km südwestlich der Thomas Mountains auf.
Entdeckt wurden sie bei der US-amerikanischen Ronne Antarctic Research Expedition (1947–1948). Das Advisory Committee on Antarctic Names benannte sie nach Patrick G. Quilty (1939–2018), australischer Geologe einer Mannschaft der University of Wisconsin zur Vermessung des Gebiets zwischen 1965 und 1966.